# Klaudiusz Druzus
Klaudiusz Druzus (ur. ok. 8 n.e.; zm. 20 n.e.) – syn przyszłego cesarza Klaudiusza i Plaucji Urgulanilli. 

## Życiorys
Zaręczony jako dziecko z Junillą,  córką wszechwładnego prefekta pretorianów Lucjusza Eliusza Sejana. Na kilka dni przed zaślubinami udusił się przypadkowo gruszką, którą dla zabawy podrzucał i chwytał w usta.

## Wywód przodków
| 4. Druzus Starszy         |  |                        |  |  |              |
|                           |  | 2. Klaudiusz           |  |  |              |
| 5. Antonia Młodsza        |  |                        |  |  |              |
|                           |  |                        |  |  | 1. Druzus IV |
| 6. Marek Plaucjusz Sylwan |  |                        |  |  |              |
|                           |  | 3. Plaucja Urgulanilla |  |  |              |
| 7. Larcja                 |  |                        |  |  |              |
|                           |  |                        |  |  |              |

## Źródła
- Tacyt: Dzieła. Warszawa: Czytelnik, 2004. ISBN 83-07-02993-7.Sprawdź autora:1. Brak numerów stron w książce
- Gajusz Swetoniusz Trankwillus: Żywoty Cezarów. Warszawa: Zakład Narodowy Imienia Ossolińskich, 1972.
- Kasjusz Dion: ROMAN HISTORY. [dostęp 2020-03-18]. (ang.).
- Epigraphik-Datenbank  Clauss Slaby EDCS. [dostęp 2020-03-18]. (łac.). baza inskrypcji.